# Flomborn
Flomborn ist eine Ortsgemeinde im Landkreis Alzey-Worms im rheinhessischen Hügelland in Rheinland-Pfalz. Sie gehört der Verbandsgemeinde Alzey-Land an.

## Geographie
Flomborn liegt in Rheinhessen, circa 6 Kilometer (Luftlinie) südöstlich von Alzey.
Nachbargemeinden
- Ober-Flörsheim
- Dintesheim
- Eppelsheim
- Esselborn
- Stetten (zum Donnersbergkreis gehörend)

## Geschichte
Flomborn ist eponymer Fundort für die Flombornstufe, eine Keramik-/Kulturstufe der Linearbandkeramischen Kultur im Frühneolithikum.
Flombborn gehörte im Alten Reich zur Kurpfalz und dort zum Oberamt Alzey.

Nach der Einnahme des linken Rheinufers durch französische Revolutionstruppen wurde die Region 1793 von Frankreich annektiert. 
 Verzögert durch die Koalitionskriege wurde die Annexion erst nach 1797 konsolidiert und Flomborn gehörte von 1798 bis 1814 zum Kanton Alzey im Departement Donnersberg. Gerichtlich war im Bereich des Kantons für die Zivilgerichtsbarkeit das Friedensgericht Alzey zuständig, für die Angelegenheiten der freiwilligen Gerichtsbarkeit im übrigen Notariate.
Aufgrund von 1815 auf dem Wiener Kongress getroffenen Vereinbarungen und eines 1816 zwischen dem Großherzogtum Hessen, Österreich und Preußen geschlossenen Staatsvertrags kam Rheinhessen, und damit auch die Gemeinde Flomborn, zum Großherzogtum Hessen, das das neu erworbene Gebiet als Provinz Rheinhessen organisierte. Nach der Auflösung der Kantone in der Provinz kam der Ort 1835 zum neu errichteten Kreis Alzey, zu dem er bis 1969 gehörte, als die Gemeinde im Rahmen der Verwaltungsreform zum neuen Landkreis Alzey-Worms kam.
Das Friedensgericht Alzey wurde 1879 aufgelöst und durch das Amtsgericht Alzey ersetzt.
Nach dem Zweiten Weltkrieg gehörte die Gemeinde zur französischen Besatzungszone und wurde 1946 Teil des neu gebildeten Landes Rheinland-Pfalz.

## Politik

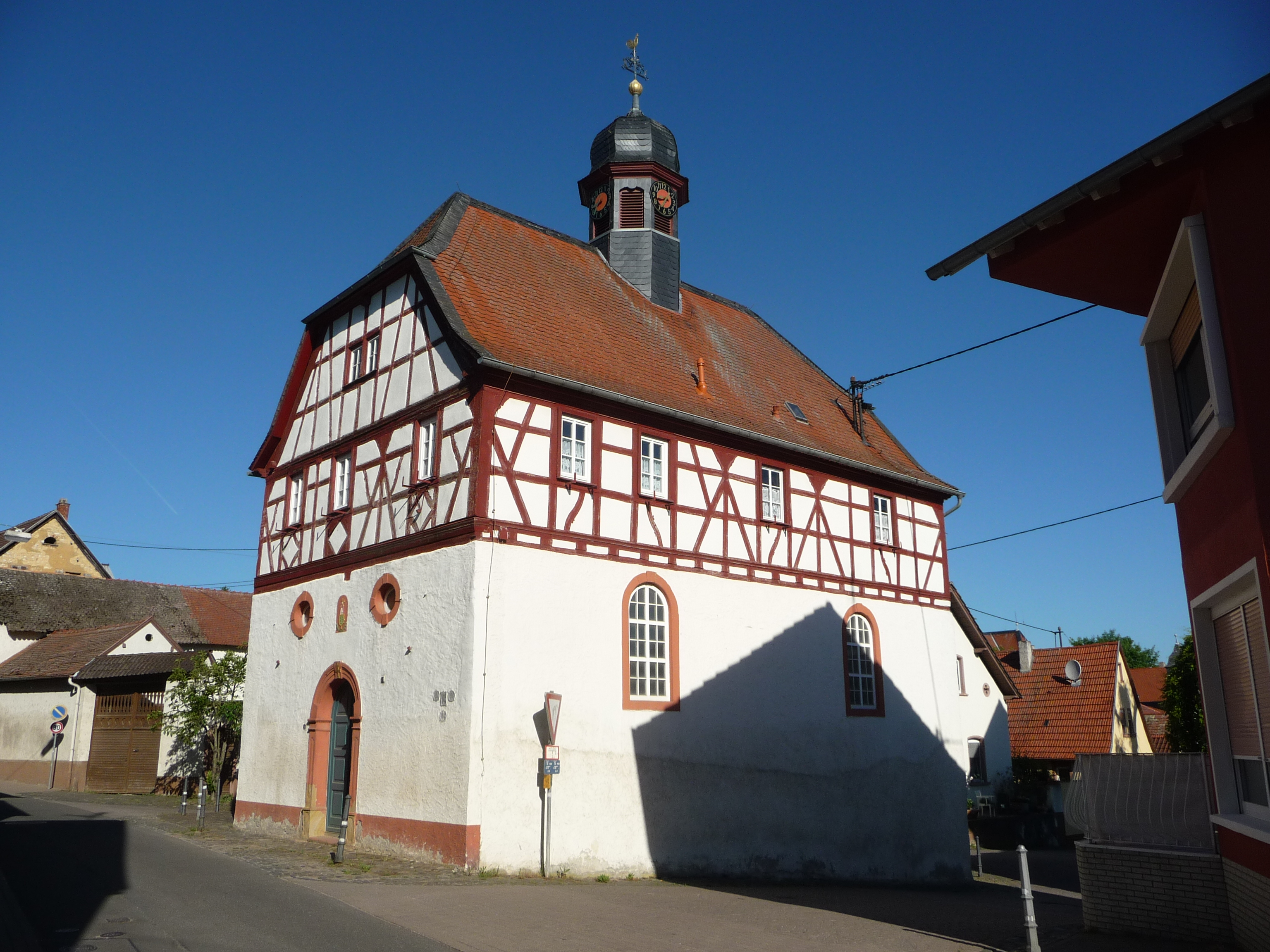
Rathaus und katholische Kirche

### Gemeinderat
Der Gemeinderat in Flomborn besteht aus 16 Ratsmitgliedern, die bei der Kommunalwahl am 9. Juni 2024 in einer Mehrheitswahl gewählt wurden, und der ehrenamtlichen Ortsbürgermeisterin als Vorsitzender. Bis zur Wahl 2019 wurden die Ratsmitglieder in einer personalisierten Verhältniswahl gewählt, da mehrere Wahlvorschläge eingereicht wurden.
Die Sitzverteilung im Gemeinderat:
| Wahl | FürF              | WGZ               | WGW               | Gesamt   |
| ---- | ----------------- | ----------------- | ----------------- | -------- |
| 2024 | per Mehrheitswahl | per Mehrheitswahl | per Mehrheitswahl | 16 Sitze |
| 2019 | 11                | 5                 | –                 | 16 Sitze |
| 2014 | 11                | –                 | 5                 | 16 Sitze |
| 2009 | 10                | –                 | 6                 | 16 Sitze |
| 2004 | 10                | –                 | 6                 | 16 Sitze |

- FürF = Für Flomborn e. V.
- WGZ = Wählergruppe Zedler
- WGW = Wählergruppe Willig

### Bürgermeister
Ortsbürgermeisterin ist Sabine Kröhle (Für Flomborn e. V.). Bei der  Direktwahl am 26. Mai 2019 wurde sie mit einem Stimmenanteil von 74,39 % gewählt und folgte damit Rainer Thomas, der nach zehnjähriger Amtszeit nicht mehr kandidiert hatte. Bei der Direktwahl am 9. Juni 2024 wurde sie als einzige Bewerberin mit 72,2 % in ihrem Amt bestätigt.

### Wappen
Blasonierung: „Durch Wellenschnitt von Grün und Silber geteilt; oben ein silberner Fisch, unten ein grüner Lindenzweig mit drei Blättern (2:1).“

## Kultur und Sehenswürdigkeiten

### Denkmäler
Bronzeschwein

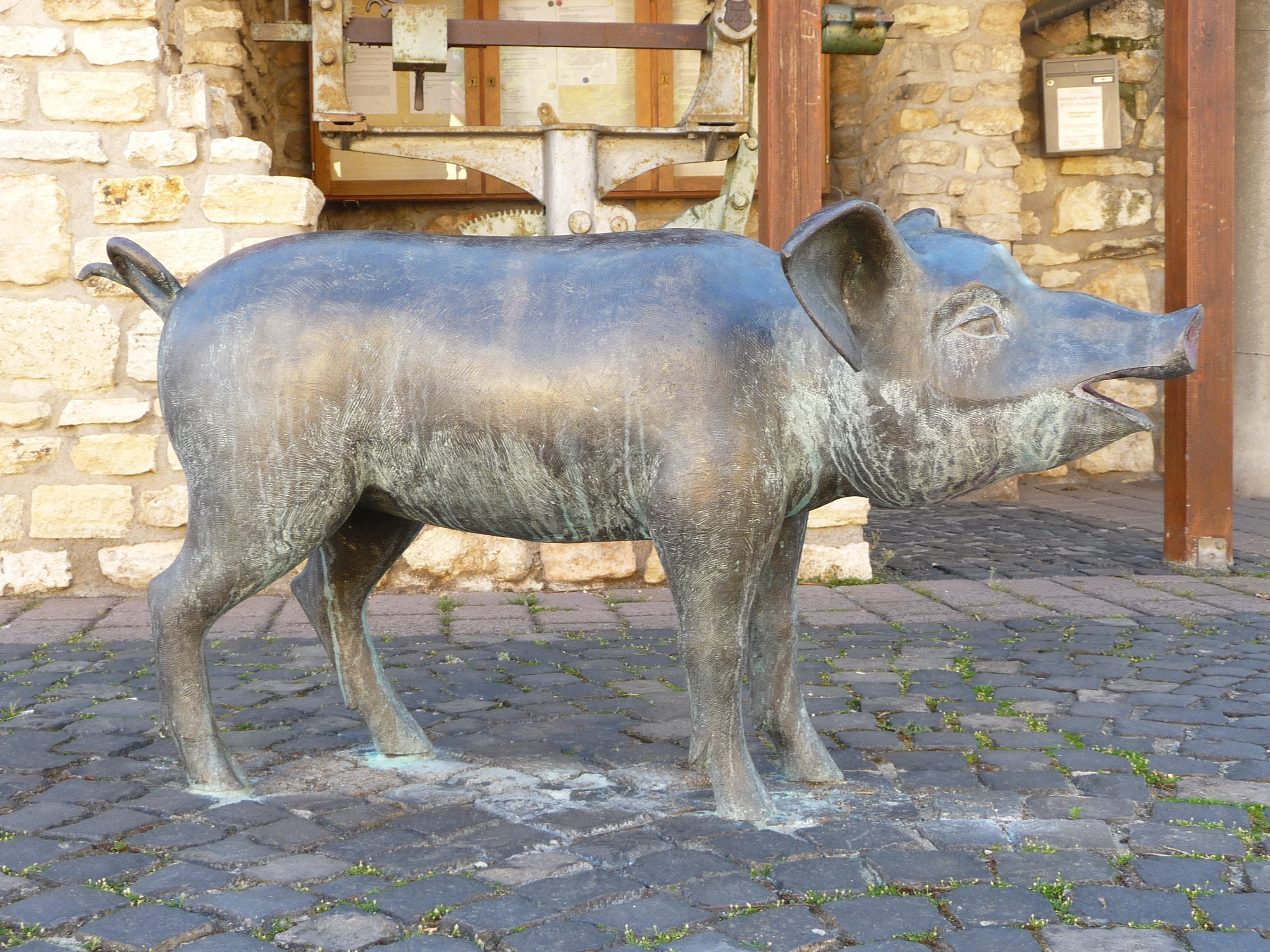
Flomborner Wutz

Das Denkmal wurde dem magersten Schwein des Dorfes gesetzt.
Die Flomborner befanden die von den Besatzern nach dem Zweiten Weltkrieg erhobene Schlachtvieh-Abgabe für zu hoch. Diese Abgabe wurde am Lebendgewicht gemessen. Als die Schweine an der Reihe waren, führten die Dorfbewohner jedes Mal dasselbe Schwein zur Waage, bis es die Prozedur nahezu selbständig ausführte. Das Schwein war das magerste im ganzen Dorf, so dass die Abgaben sehr gering ausfielen. Die Eintreiber sollen davon nichts bemerkt haben und die Dörfler waren so froh, dass sie später beschlossen, dieser „Wutz“ auf dem Marktplatz ein Denkmal zu errichten.
Ein im Dorf bekanntes Lied der Fastnachtszeit erzählt von dieser Geschichte:
„Und will mal einer schlachten, da gibt es ein groß’ Malör,

wo nehm ich nur ein Schweinchen her,

meins ist doch viel zu schwer.

Und heimlich borgt sich jeder dieselbe mag're Sau,

die rennt schon ganz allein zur Waag' und macht auch kein Radau.“

### Sport
TuS Flomborn

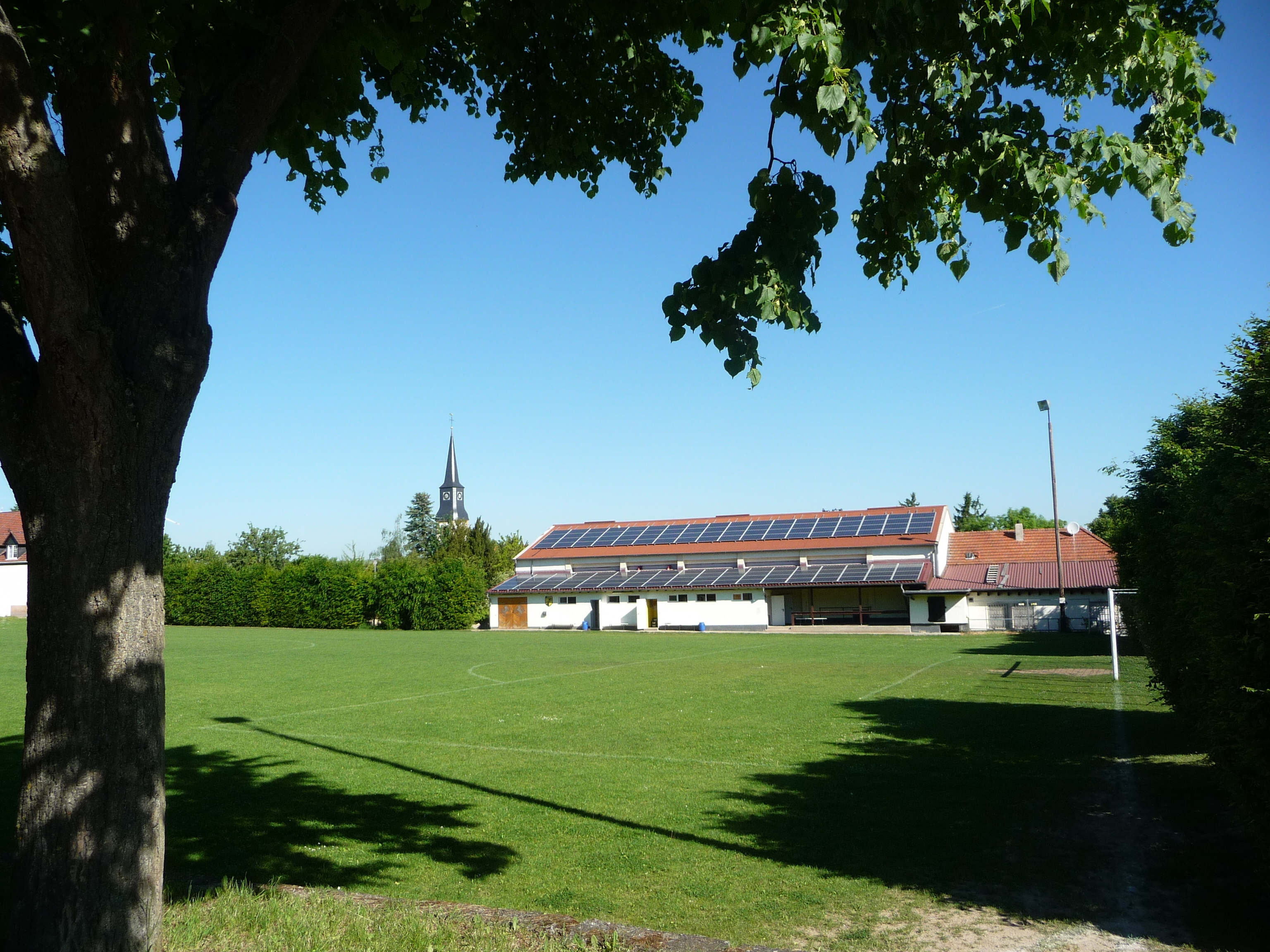
Sportplatz des TuS Flomborn

Der Turn- und Sportverein 1897 e. V. Flomborn ist der ortsansässige Sport- und Fußballverein.
Die Gründungsversammlung mit 58 Gründungsmitgliedern fand am 28. Juli 1897 statt.

## Wirtschaft und Infrastruktur

### Unternehmen
Von 1947 bis 1976 war i. R. Eppelsheim, Mühlweg, die Fa. Farbenschmidt GmbH (Tochterfirma v. Druckfarbenfabriken Gebr. Schmidt GmbH, Frankfurt a. M.) angesiedelt. Sie war mit bis zu 100 Mitarbeitern der größte Arbeitgeber im Umkreis. Die gesamten Fertigungsgebäude brannten im Sommer 2008 ab.
In Flomborn befindet sich ein Supermarkt der Netto Marken-Discount Kette. Er ist der einzige Supermarkt in der näheren Umgebung.

### Bildung
- Grundschule
- Realschule plus zusammen mit Flörsheim-Dalsheim, in Flomborn sind die Klassen 5 und 6
- Kindertagesstätte

### Verkehr
Im öffentlichen Personennahverkehr hat Flomborn durch die ORN-Buslinie 428 Anschluss an Alzey und Flörsheim-Dalsheim.
Durch den Ort verläuft die Bundesstraße 271 in Richtung Alzey bzw. Bad Dürkheim. Der nächstgelegene Autobahnanschluss an die A 61 ist Gundersheim.

## Persönlichkeiten
- Johann Pfannebecker (1808–1882), in Flomborn geborener Jurist und Politiker.
- Reinhold Begas (1831–1911), Bildhauer, schuf das Kriegerdenkmal in Flomborn.